# 논산정신병원 화재
논산정신병원 화재 사고는 1993년 4월 19일에 실화로 발생한 화재 사고로, 34명이 사망하고 2명이 부상당했다.

## 원인
여성 환자 수용실 사물함 부근에서 담배꽁초가 발견되었고, 병동관리인이 여자 환자에게 담배에 불을 붙여 주었다고 진술한 점으로 미루어 실화에 의한 화재로 추정된다. 더불어 수용할 수 있는 인원보다 많은 인원을 수용한 점 또한 드러나 원장이 구속되었다.